# Studio 1 (rete televisiva)
Studio 1 è un'emittente televisiva interregionale di carattere commerciale con sede a Cremona che trasmette in Lombardia, Piemonte, Emilia-Romagna e Veneto. Dal 17 giugno 2019 Studio 1 si sposta alla numerazione 79 del telecomando e diventa la seconda emittente del gruppo televisivo Arvedi per grado di importanza, sostituita da Cremona 1, tv che trasmetteva nella numerazione 80 del telecomando. Studio 1 e le altre emittenti televisive del gruppo Arvedi trasmettono da un capannone, situato nella zona industriale in via Bastida 16 a Cremona.
La responsabile generale è Rita Boato, mentre la responsabile televendite, affitto banda e progettazione canali è Sabrina Giangualano. Il direttore di Cremona 1 è Mario Silla, l’ex direttore di Studio 1 è stato Andrea Cenni; mentre l'attuale amministratore delegato è Maurizio Calcinoni (suo predecessore e responsabile editoriale è stato Francesco Tartara, ex direttore de La Provincia e vicedirettore del TG4).

## Storia
Emittente nata a Treviglio nel 1976, ha inizialmente trasmesso via cavo, per poi abbandonarlo e trasmettere via etere sulla frequenza UHF 57 (a lungo contesa con l'emittente Antenna Nord di Milano - poi divenuta Italia 1 - della Rusconi Editori, che la impiegava dalla postazione del grattacielo Pirelli per il servizio cittadino, mentre la frequenza principale da Valcava era UHF 49) dalla postazione di Roncola (Bg). La rete è stata la prima in Italia a trasmettere televendite, ospitando personaggi come Roberto Da Crema.
Posseduta dall'imprenditore Arturo Benasciutti tramite la Ge. Invest SpA e conosciuta principalmente a Bergamo e provincia, nel 2006 ha acquistato Rete 44, mentre nel giugno 2009 viene acquistata da Giovanni Arvedi (protagonista degli anni '80 del salvataggio della Rizzoli), già proprietario del 39% dell'emittente TeleColor. In seguito a tale acquisizione la sede di Studio 1 viene spostata a Cremona.
Nell'aprile 2010 Arvedi vende, per contrasti sulla linea editoriale dell'emittente, la propria partecipazione in TeleColor alla Beacom SpA, ennesima società riconducibile a Benasciutti che possiede anche le emittenti: Quadrifoglio TV (Quadrifoglio Tv SpA) a Torino, Telemilia (Arialice SpA) a Modena (trasferita poi a Bologna), Televeneto (Televeneto SpA) in provincia di Vicenza e la tv satellitare PuntoSat.
Dopo il passaggio definitivo di Studio1 al digitale terrestre (18 maggio 2010), la programmazione è per la maggior parte in 16:9 ed inoltre inizia le trasmissioni il canale Studio1 HD, che consente la visione in alta definizione dell'emittente, nativa per le autoproduzioni, e in upscaling per il resto. Dal 10 gennaio 2017 quest'ultima diventa la copia del canale principale, non trasmettendo più in alta definizione.
Nascono altre nuove emittenti affiliate alla rete madre, nel 2013 viene creata Cremona 1, diffusa in passato in gran parte dell’Emilia-Romagna e Lombardia mentre da giugno 2019 in quasi tutto il Nord Italia. Lo slogan la presenta come la tv di casa tua, e si occupa difatti delle realtà locali puntando sull'attualità, l'informazione, la cronaca, la cultura, il territorio, il sociale e lo sport. Nel marzo del 2017 nasce 1Sport, emittente di carattere sportivo che si trova nel multiplex piacentino di Telelibertà, il canale prima si trovava alla numerazione 622 del telecomando; da giugno 2019 si trova alla LCN 211, precedentemente occupata da Cremona 1.

## Palinsesto
Studio 1 dal 17 giugno 2019 si sposta dalla numerazione 80 alla numerazione 79 del telecomando, prendendo il posto dell’altra emittente del gruppo Rete79 ripetendone la programmazione fino al 31 dicembre 2019; ovvero 24 ore su 24 la televendita di gioielli della padovana LineaGem S.r.l. della famiglia Grassivaro; già in onda con un proprio canale sulla LCN 132 (LINEAGEM) nel multiplex Rete A 2. Dal 1º gennaio 2020 Studio 1 cambia programmazione commerciale e trasmette in alternanza a ciclo continuo le televendite di tappeti della società Veglo S.r.l. con i marchi Iranian Loom e Roc Tappeti.
In passato Studio 1 aveva un palinsesto di televendite, di informazione, ma anche con programmi di servizio e di intrattenimento, cartoni, sitcom, con una programmazione adatta sempre a tutta la famiglia (bollino verde).

## Emittenti/loghi del gruppo Studio 1 non più attivi
- Rete 79 - Emittente nata nel dicembre 2011 di carattere commerciale, che si trovava alla LCN 79, eliminata dal multiplex il 17 giugno 2019; per diversi anni ha ripetuto per gran parte delle 24 ore la programmazione del canale commerciale di gioielli Juwelo TV, da agosto 2018 le televendite dell’azienda padovana di gioielli Lineagem;
- Studio Store/Studio Store Televeneto/Studio NordItalia (copia di Studio Store) - Emittente di carattere commerciale che tra il 2012 e il 2013 si è trovata sia alla posizione LCN 178 e 622;
- UnoMedia - Emittente nata nell’estate del 2014 alla LCN 231, trasmette con il marchio Fascino Tv;
- Studio Cremona - Emittente che non ha mai trasmesso (schermo nero) che si trovava alla numerazione LCN 622 per poche settimane nel 2012;
- UnoMusic - emittente inserita nel giugno 2019 che si trovava sulla LCN 263 copia di Uno TV fino al 19 luglio 2019;
- UnoPlus - emittente che si trovava nel 2017 sulla LCN 255 copia di Uno TV;
- UnoExtra - emittente che si trovava nel 2017 sulla LCN 242 copia di Uno TV;
- Studio 1 Live - emittente che ha trasmesso fino al 2011 sulla LCN 211;
- Studio 1 Stadio
- Studio 1 Lombardia.

## Programmi non più in onda

### Show
- Oggi e Ieri, con Gabriella Golia.
- Torna a casa Alessi, con Roberto Alessi e Betta Guerreri.
- Oroscopo - Lo dicono le stelle, a cura di Antonio Capitani.
- Startist, a cura di Luca Guarneri Splash.

- Il bene comune, con Gianfranco Teotino.
- La partita di Hugony, con Fabrizio Hugony.

### Programmi culturali
- Almanacco
- Studio1 Storia, documentari storici.

- Viaggio sentimentale nell'Italia dei desideri, arte e cultura con Vittorio Sgarbi.
- Le nostre regioni, natura e cultura del Nord d'Italia.

### Sit-com
- Io e Margherita, con Enrico Beruschi e Margherita Fumero.

### Informazione e approfondimento
- Studio1 Telegiornale
- Studio1 Rassegna stampa
- Studio1 Meteo, su informazioni della Radiotelevisione svizzera di lingua italiana.
- Studio1 Rotocalco, attualità dal mondo dello spettacolo.

- La lettura, curiosità dai quotidiani e da riviste periodiche.
- Di più, approfondimenti e curiosità dal Nord d'Italia.
- Feltri senza Filtri, con Vittorio Feltri.

### Cartoni animati
- Ti voglio bene Denver
- Mummies Alive! - Quattro mummie in metropolitana

- Country Mouse & City Mouse
- Sherlock Holmes nel 22° Secolo - Indagini dal futuro

### Film
- Ciclo: La commedia italiana (in bianco e nero)

### Sport
- Studio1 Stadio
- Differita delle partite dell'US Cremonese e della Vanoli Cremona.

## Servizi

### Canali televisivi

#### Mux Studio 1 Network A
| LCN    | Canale             | Note       |
| ------ | ------------------ | ---------- |
| 19 219 | CR 1 HD            | FTA (HDTV) |
| 76     | Telelibertà HD     | FTA (HDTV) |
| 81     | TELE BOARIO        | FTA (HDTV) |
| 89     | TELE PONTEDILEGNO  | FTA        |
| 90     | VALPADANA TV       | FTA        |
| 95     | STUDIO1            | FTA        |
| 99     | TELESTELLA         | FTA        |
| 110    | TELESHOPPING       | FTA        |
| 111    | MY LIVIGNO TV      | FTA        |
| 112    | CAFE TV24          | FTA        |
| 116    | PIU VALLI TV2      | FTA (HDTV) |
| 119    | TELELEONESSA       | FTA (HDTV) |
| 177    | MY LIVIGNO TV NEWS | FTA        |
| 180    | QTV                | FTA        |
| 181    | E LIVE             | FTA (HDTV) |

#### Mux Studio 1 Network B
| LCN | Canale                                               | Note          |
| --- | ---------------------------------------------------- | ------------- |
| 19  | CR 1 HD                                              | FTA (HDTV)    |
| 79  | CANALE1 LOMBARDIA - ONE TV                           | FTA           |
| 80  | LOMBARDIA TV80                                       | FTA           |
| 95  | STUDIO 1                                             | FTA           |
| 110 | CANALE 110                                           | FTA           |
| 112 | CAFE TV 24                                           | FTA           |
| 116 | PIU' VALLI TV2                                       | FTA (HDTV)    |
| 117 | GALAXY TV                                            | FTA           |
| 118 | VIDEO BRESCIA                                        | FTA (HDTV)    |
| 175 | Cartobaleno TV Test HD                               | FTA           |
| 178 | CANALE 178                                           | FTA           |
| 186 | STUDIO PIU TV                                        | FTA (HDTV)    |
| 277 | TELEMANTOVA HD                                       | FTA (HDTV)    |
| 351 | 70-80 TV                                             | FTA           |
| 352 | RADIO 4YOU TV 2                                      | FTA           |
| 353 | CARTOBALENO TV (KIDS AND TEEN CARTOON TV) (CAIRO TV) | FTA (HEVC HD) |

### Canali radiofonici

#### Mux Studio 1 Network A
| LCN | Canale      | Note |
| --- | ----------- | ---- |
| 788 | RADIO SUPER | FTA  |

#### Mux Studio 1 Network B
| LCN | Canale    | Note |
| --- | --------- | ---- |
| 799 | RTR99 DAB | FTA  |

## Elenco ripetitori[9]

### Lombardia
| Postazione                       | Comune               | Provincia |
| I Colli                          | Gandosso             | BG        |
| Monte Creò                       | Parzanica            | BG        |
| Valcava passo                    | Torre de' Busi       | BG        |
| Colle Vedetta - Via Buttafuoco   | Brescia              | BS        |
| Pizzo Cornacchia - Vesalla       | Brione               | BS        |
| Coloreto - Nestesino             | Sulzano              | BS        |
| Selva Piana                      | Villanuova sul Clisi | BS        |
| Monte Goi                        | Como                 | CO        |
| Corso Sempione                   | Milano               | MI        |
| Monte Penice                     | Menconico            | PV        |
| Campo Dei Fiori - Punta di Mezzo | Luvinate             | VA        |

### Piemonte
| Postazione                               | Comune               | Provincia |
| Monte Ronzone                            | Borghetto di Borbera | AL        |
| Oropa - Strada Canal Secco               | Biella               | BI        |
| Monte Rubello                            | Valdilana            | BI        |
| Bricco del Dente                         | La Morra             | CN        |
| Croce Serra                              | Andrate              | TO        |
| Gandoglio - Costa                        | Borgone Susa         | TO        |
| Case Valer                               | Corio                | TO        |
| Santa Maria - Strada Carignano Trattoria | Moncalieri           | TO        |
| Colle della Maddalena - Strada del Colle | Pecetto Torinese     | TO        |

### Emilia-Romagna
| Postazione                       | Comune                   | Provincia |
| Colle Barbiano - Via di Barbiano | Bologna                  | BO        |
| Monte Falcone                    | Fontanelice              | BO        |
| Monte Maggio                     | Bertinoro                | FC        |
| Monfestino - Via Villa Nuova     | Serramazzoni             | MO        |
| Monte Canate                     | Pellegrino Parmense      | PR        |
| Monte Castellaccio               | Brisighella              | RA        |
| Monte Godio - Via Monte          | Montescudo-Monte Colombo | RN        |
| Monte Pincio                     | Talamello                | RN        |

### Veneto
| Postazione                 | Comune               | Provincia |
| Monte Cero                 | Baone                | PD        |
| Monte Venda                | Teolo                | PD        |
| Agugliana - Col Zucchi     | Montebello Vicentino | VI        |
| Monte Berico - Via Casarsa | Vicenza              | VI        |
| Dosso Croce                | San Zeno di Montagna | VR        |
| Via Chioda                 | Verona               | VR        |